# Lectures pour une ombre
Lectures pour une ombre est un roman de Jean Giraudoux publié en 1917 aux éditions Émile-Paul Frères. Il est dédié au critique et journaliste André du Fresnois.

## Éditions
- Lectures pour une ombre, éditions Émile-Paul Frères, 1917